# Megachile armstrongi
Megachile armstrongi är en biart som beskrevs av perkins, Cheesman och > 1928. Megachile armstrongi ingår i släktet tapetserarbin, och familjen buksamlarbin. Inga underarter finns listade i Catalogue of Life.